# بيدمونت (كيبك)
بيدمونت (بالإنجليزية: Piedmont, Quebec)‏ هي بلدية محلية في كيبيك تقع في كندا في Les Pays-d'en-Haut Regional County Municipality. يقدر عدد سكانها بـ 2,721 نسمة ومساحتها 24.70 كم2 .